# Décembre 1776

## Événements

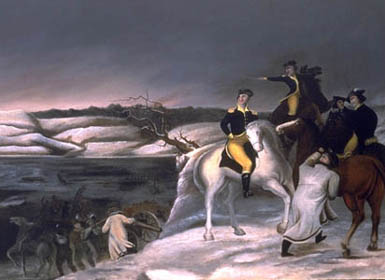
Passage of the Delaware, par Thomas Sully

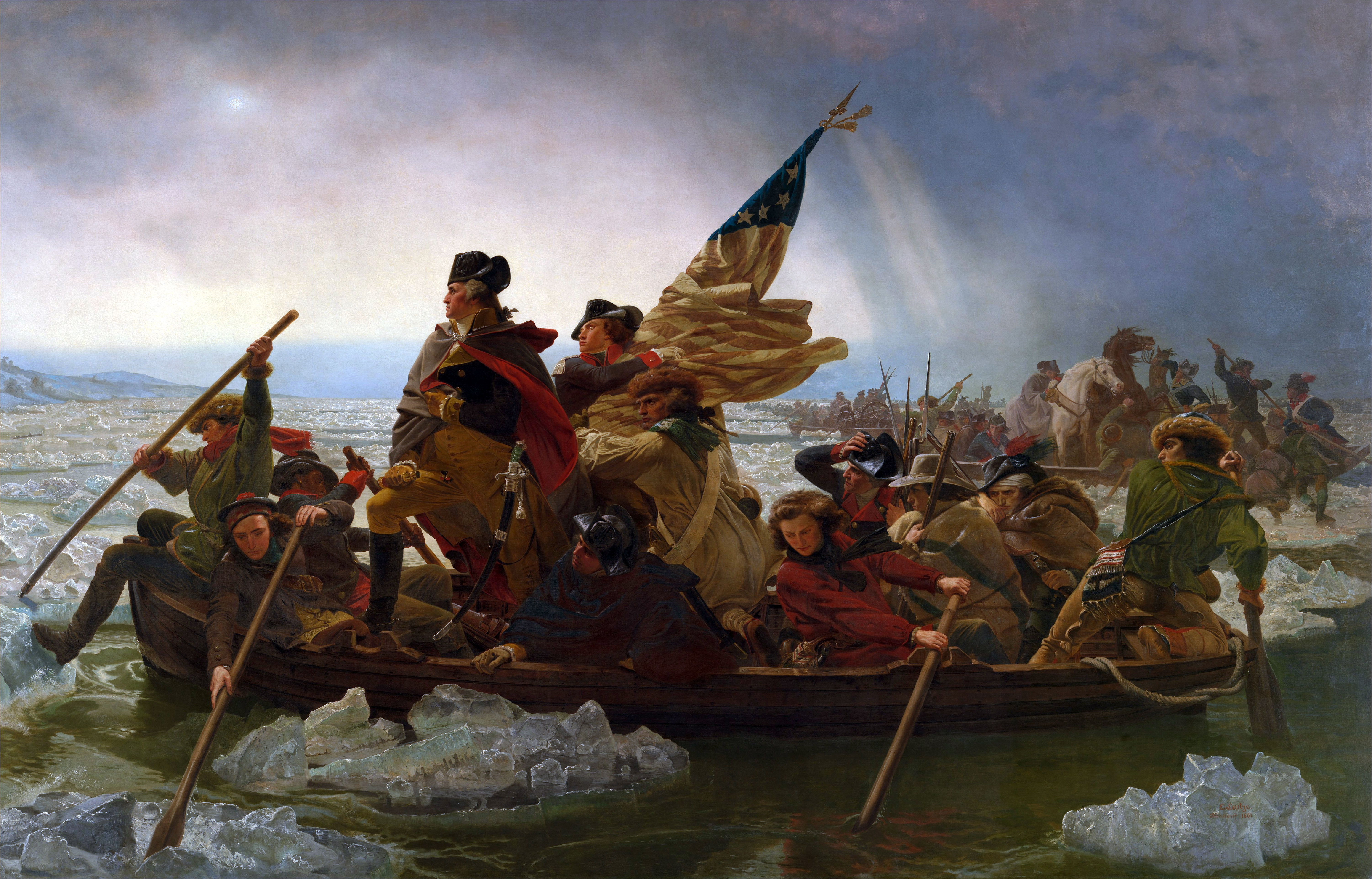
Washington Crossing the Delaware (Emanuel Leutze, 1851)

- L'américain Benjamin Franklin vient demander de l'aide à la France contre les Britanniques.

- 5 décembre : fondation du Phi Beta Kappa au Collège de William et Mary, il s'agit aujourd'hui du plus ancien et prestigieux club d'étudiants

- 7 décembre : à Paris, le marquis de La Fayette offre ses services de soldat au Congrès continental (Silas Deane).

- 14 décembre : Ambush of Geary (en), escarmouche près de Ringoes (New Jersey) dans le comté de Hunterdon. Après cette embuscade les troupes britanniques réduisirent leurs incursions de surveillance. C'est crucial car les Américains amassent des bateaux le long du fleuve Delaware, avant que George Washington ne le traverse le 25 décembre 1776 pour attaquer les Anglais à Trenton.

- 18 décembre : ratification de la constitution de Caroline du Nord.

- 20 décembre : le Congrès continental se réunit à "Henry Fite House" à Baltimore dans le Maryland. Cest donc la capitale jusqu'au 27 février 1777.

- 23 décembre : Thomas Paine, vivant avec Washington ; commence à éditer The American Crisis, une série de pamphlets dans lequel il encourage les Américains à résister et à continuer la guerre contre la monarchie anglaise.

- 25 décembre :
  - George Washington traverse le Delaware.
  - Reconnaissance des îles Kerguelen par James Cook[1].

- 26 décembre : défaite britannique à Trenton (Delaware)[2].

- 31 décembre : les révolutionnaires sont refoulés à Québec. Des loyalistes arrivent au Canada et sont installés sur des terres confisquées aux « Canayens ». Il créeront en 1784 le Nouveau-Brunswick.

## Naissances
- 26 décembre : Charles Hamilton Smith (mort en 1859), militaire, naturaliste, artiste et collectionneur d’antiquité britannique[3].